# Azerbaiyán en los Juegos Paralímpicos de Río de Janeiro 2016
Azerbaiyán estuvo representado en los Juegos Paralímpicos de Río de Janeiro 2016 por un total de 23 deportistas, 18 hombres y cinco mujeres.

## Medallistas
El equipo paralímpico azerbaiyano obtuvo las siguientes medallas:
| Nombre            | Deporte   | Evento                          |
| ----------------- | --------- | ------------------------------- |
| Oro               |           |                                 |
| Ramil Qasımov     | Yudo      | –73 kg masculino                |
| Plata             |           |                                 |
| Yelena Çebanu     | Atletismo | 100 m T12 femenino              |
| Yelena Çebanu     | Atletismo | Salto de longitud T12 femenino  |
| İradə Əliyeva     | Atletismo | Jabalina F13 femenino           |
| Kamil Əliyev      | Atletismo | Salto de longitud T12 masculino |
| Dimitri Saley     | Natación  | 50 m libre S12 masculino        |
| Dimitri Saley     | Natación  | 100 m braza SB12 masculino      |
| Raman Saley       | Natación  | 100 m espalda S12 masculino     |
| Bayram Mustafayev | Yudo      | –66 kg masculino                |
| Bronce            |           |                                 |
| Yelena Çebanu     | Atletismo | 200 m T12 femenino              |
| Rövşən Səfərov    | Yudo      | –81 kg masculino                |